# 皇甫堅壽
皇甫堅壽（？—？），安定郡朝那县（今宁夏回族自治区固原市彭阳县）人，東漢名將皇甫嵩之子。

## 生平
初平元年（公元190年），董卓徵召皇甫嵩為城門校尉，想藉此除掉他。皇甫嵩不聽從長史梁衍的建言而應召。官吏遵從董卓的命令，將皇甫嵩交給獄吏，準備殺掉他。
皇甫堅壽與董卓有不錯的交情，皇甫堅壽從長安趕到洛陽，投奔董卓。董卓正置酒歡迎他，皇甫堅壽前去質問董卓皇甫嵩之事，以大義責備董卓，叩頭流涕。在坐的人都為之感動，都起身請求董卓不要殺皇甫嵩。於是董卓牽著皇甫堅壽與他共坐。派人赦免皇甫嵩，任命皇甫嵩為議郎，升遷為御史中丞。
皇甫堅壽顯名於一時，被任命為侍中，不就職，後來因病去世。